# كاثي مارتن
كاثي مارتن (بالإنجليزية: Cathie Martin)‏ هي كاتبة علم وعالمة نبات وأستاذة جامعية بريطانية، ولدت في أبريل 1955.